# Battaglia di Azukizaka (1564)

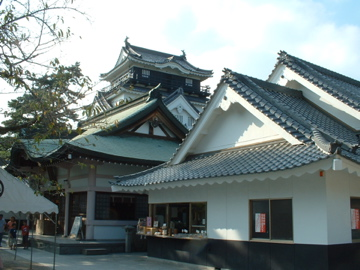
La residenza di Matsudaira, nel castello di Okazaki.

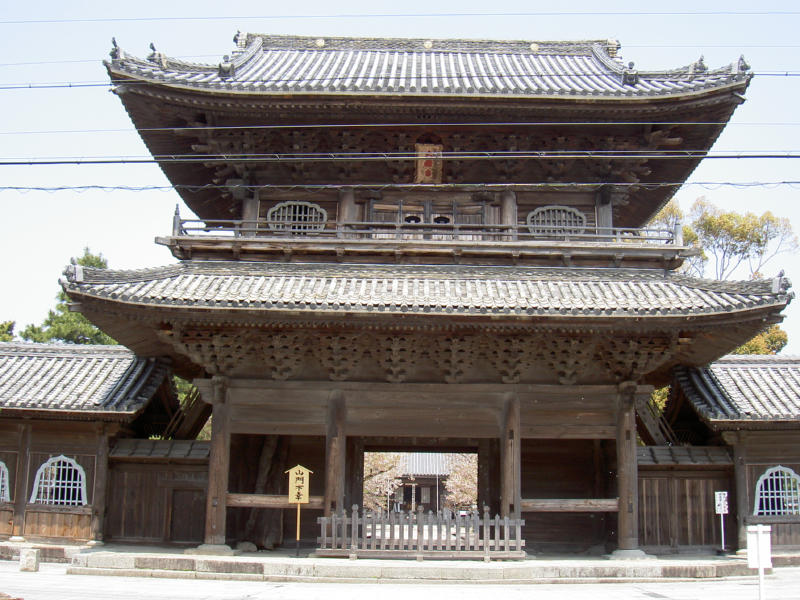
Il monastero Jōdo di Daijuji accettò il dominio del clan Matsudaira e supportò Motoyasu ad Azukizaka.

La Battaglia di Azukizaka (小豆坂の戦い?, Azukizaka no tatakai) o Battaglia di Batō-ga-hara (馬頭原の戦い?, Batō-ga-hara no tatakai) ebbe luogo nel 1564, anno in cui Matsudaira Motoyasu (più tardi conosciuto come Tokugawa Ieyasu) cercò di porre fine alla crescente minaccia degli Ikkō-ikki, un gruppo di monaci, nobili locali e contadini che, tra il quindicesimo ed il sedicesimo secolo, insorsero contro le regole sociali imposte dai samurai.
Le tensioni tra guerrieri ed Ikkō-ikki erano aumentate a Mikawa dopo che questi ultimi avevano resistito agli sforzi dei samurai di tassare i loro templi. Lo scontro scoppiò nel 1563 quando Suganuma Sada, vassallo del clan Matsudaira, irruppe nel tempio Jōgūji ad Okazaki, confiscandone le scorte di riso per nutrire le proprie truppe; come risposta a tale gesto i monaci attaccarono il castello di Suganuma, recuperando il riso e barricandosi nel tempio Jōgūji. Quando Motoyasu mandò messaggeri al tempio per investigare, questi vennero giustiziati. Un successivo episodio vide samurai Ikkō-ikki attaccare un mercante presso il tempio della città di Honshōji; Motoyasu tentò un'incursione contro il tempio, ma fu sconfitto.
La battaglia di Azukizaka fu combattuta il 15 gennaio 1564. Motoyasu aveva deciso di concentrare le proprie forze per eliminare gli Ikkō-ikki da Mikawa ed aveva ottenuto l'aiuto dei monaci guerrieri del tempio di Daijuji, con i quali era in buoni rapporti. Tra le file Ikkō-ikki vi erano diversi vassalli di Motoyasu, come Honda Masanobu che si era schierato a favore della ribellione spinto da simpatie religiose. La battaglia fu feroce e Motoyasu scese in campo personalmente, sfidando diversi samurai nemici e combattendo in prima linea. La condotta eroica di Motoyasu nella battaglia spinse numerosi samurai avversari a schierarsi dalla sua parte e gli Ikkō-ikki, a corto di forze, furono sconfitti.
L'esito della battaglia non determinò comunque la fine degli Ikkō-ikki a Mikawa, e Motoyasu dovette proseguire la propria campagna per pacificare la provincia.